# Lövladtjärnen (Nås socken, Dalarna)
Lövladtjärnen är en sjö i Vansbro kommun i Dalarna och ingår i Dalälvens huvudavrinningsområde.